# Yūki Matsumoto
Yūki Matsumoto (japanisch 松本 祐樹 Matsumoto Yūki; * 22. Januar 1989 in Shiki) ist ein japanischer Fußballspieler.

## Karriere
Matsumoto erlernte das Fußballspielen in der Schulmannschaft der Seibudai High School und der Universitätsmannschaft der Kokushikan-Universität. Seinen ersten Vertrag unterschrieb er 201 beim SC Sagamihara. Am Ende der Saison 2012 stieg der Verein in die Japan Football League auf. Am Ende der Saison 2013 stieg der Verein in die J3 League auf. Für den Verein absolvierte er 89 Ligaspiele. 2015 wechselte er zu MIO Biwako Shiga. Für den Verein absolvierte er 29 Ligaspiele. 2016 wechselte er zum FC Maruyasu Okazaki. Für den Verein absolvierte er 74 Ligaspiele. 2019 wechselte er zu J.FC Miyazaki. Für den Verein absolvierte er zwei Ligaspiele. 2020 wechselte er zu Cento Cuore Harima.